# Fekete tücsök
A fekete tücsök (Melanogryllus desertus) a valódi tücskök családjába tartozó, Eurázsiában honos tücsökfaj.

## Megjelenése

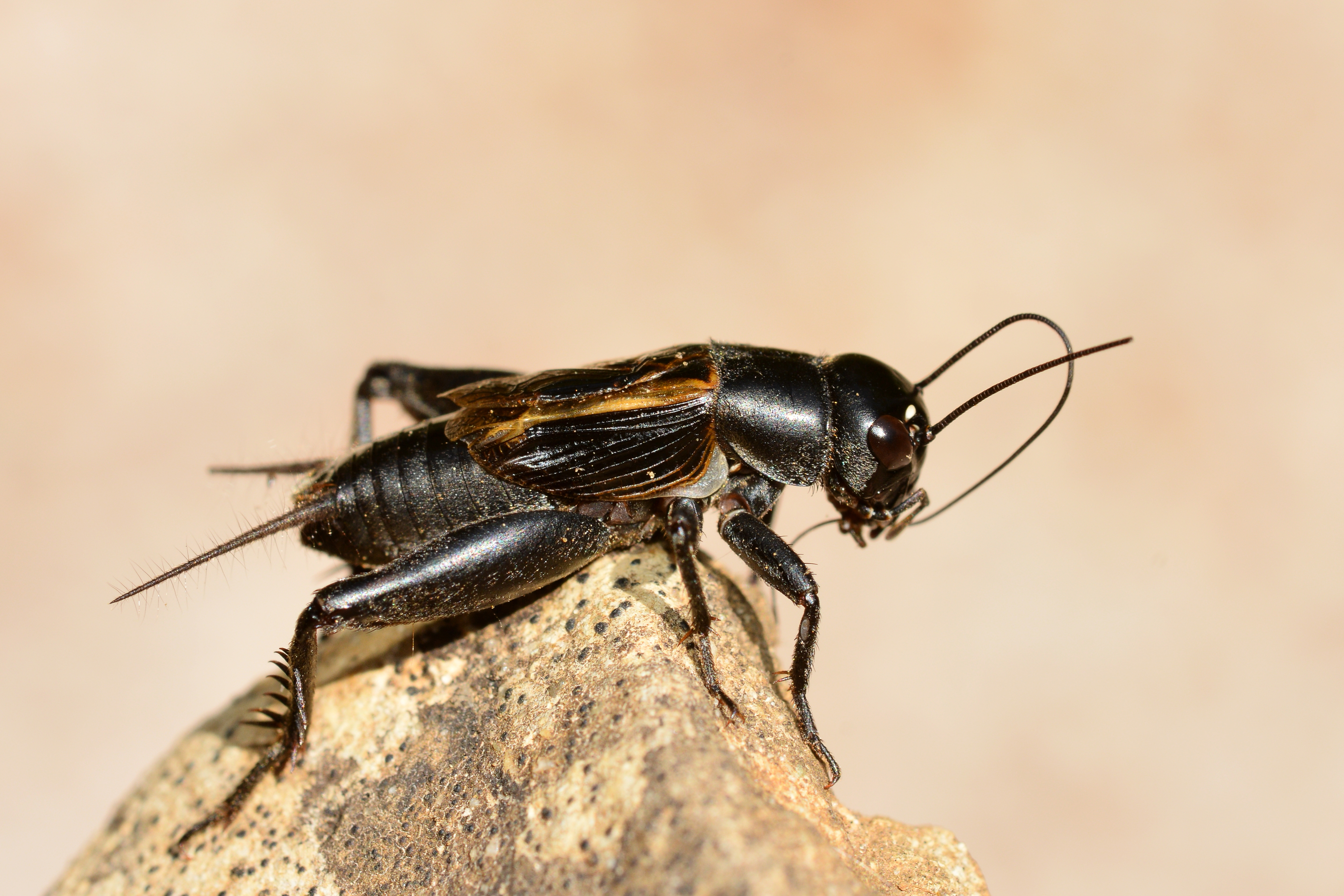

A fekete tücsök testhossza a hím esetében 12-18 mm, a nőstény 14-18 mm, ehhez járul még a 8-14 mm-es tojócső. Alapszíne fekete. A szemek mellett egy-egy apró fehér pont található. A fejen elmosódott, sárgás foltok lehetnek. Az elülső szárnyakon néha sárgás, határozatlan szegély látszik. Az elülső szárnyak a potroh közepéig érnek, a hátsók redukáltak. A tojócső igen hosszú, vékony, egyenes.
Éneke tipikus tücsökhang. Eléggé halk, rendszeresen másodpercenként 1-2-szer pirreg. Délután, este és éjjel ciripel.

### Hasonló fajok
A nála nagyobb mezei tücsök hasonlít hozzá.

## Elterjedése
Eurázsiában honos Európa mediterrán vidékeitől (Ibériai-félsziget, Olaszország, Balkán, de Kárpát-medence is) Közép-Ázsiáig. Magyarországon elsősorban az Alföldön honos, de előfordul  a dombságokon (pl. Balaton-felvidék) is. 

## Életmódja
Száraz-félszáraz gyepek, szántók, legelők lakója. Napközben a talajrepedésekben, kövek alatt rejtőzik, járatokat nem épít.
Kifejlett egyedei május-júniusban jelennek meg. Petéiből augusztusban kelnek ki a lárvák, amelyek áttelelnek. 
Magyarországon nem védett.